# Arabsiyo

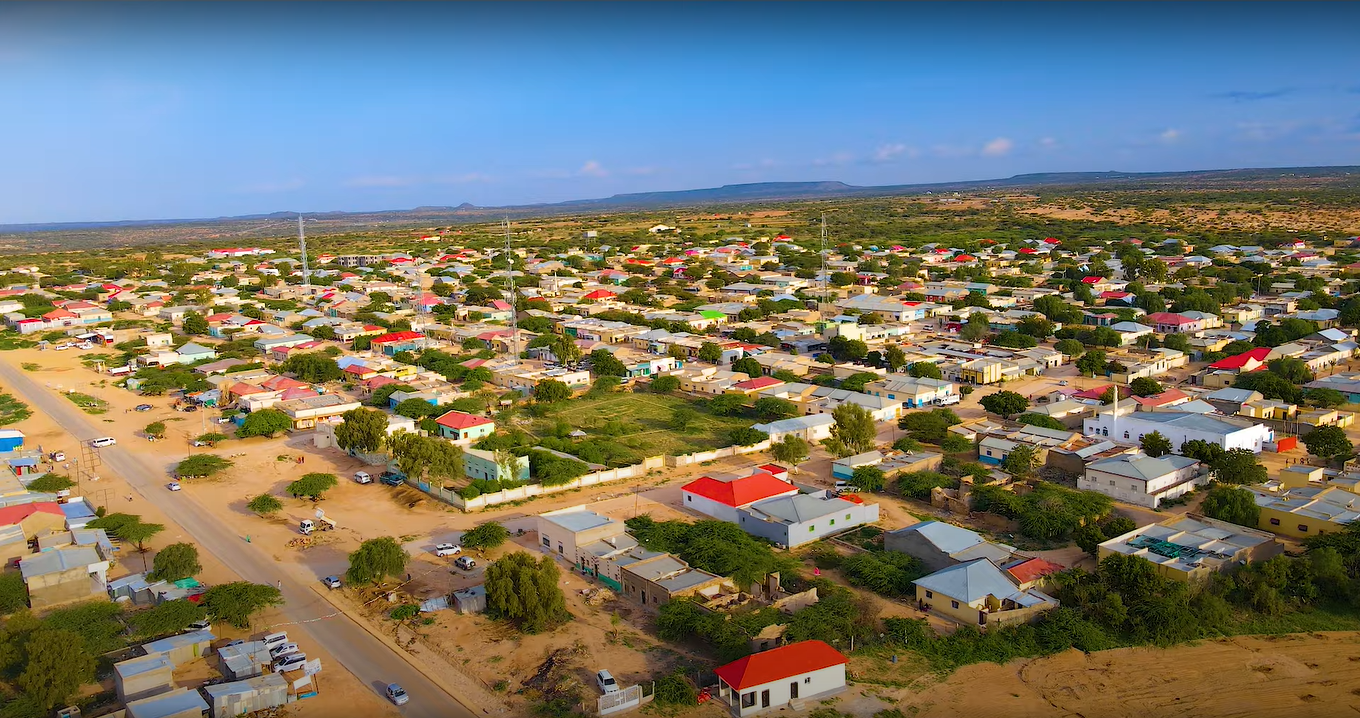
Arabsiyo, Drohnenaufnahme (2022)

Arabsiyo (Somali: Arabsiyo) ist eine Stadt im Nordwesten Somalias, in der Region Woqooyi Galbeed. Seit dem Beginn des somalischen Bürgerkriegs wird sie vom de facto unabhängigen Somaliland verwaltet. Dessen Hauptstadt Hargeysa liegt nur etwa 30 km östlich. Nach aktuellen Berechnungen hat Arabsiyo etwa 5000 Einwohner, es gibt aber auch Schätzungen um 20.000.
Die Siedlung liegt am gleichnamigen Fluss innerhalb eines vergleichsweise fruchtbaren Landstrichs. Die Stadt ist für ihre Feierlichkeiten zum Ramadanfest berühmt und auch beliebt für Hochzeiten. In den Tälern außerhalb der Stadt befinden sich weitere kleine landwirtschaftliche Niederlassungen wie Huluq, Agamsa, Gogol-wanaag, Beeyo-Qalooce, Dhagaxmadoobe, Biyomacaan, Laas Xadhaadh und Gogeysa.